# Яньду
Яньду́ (кит. упр. 盐都, пиньинь Yándū) — район городского подчинения городского округа Яньчэн провинции Цзянсу (КНР).

## История
Ещё во времена империи Хань был создан уезд Яньду (盐渎县). Во времена империи Восточная Цзинь в 411 году он был переименован в Яньчэн (盐城县).
В 1949 году был образован Специальный район Яньчэн (盐城专区), и уезд вошёл в его состав.
В 1970 году Специальный район Яньчэн был переименован в Округ Яньчэн (盐城地区).
В 1983 году Округ Яньчэн был преобразован в городской округ Яньчэн; при этом уезд Яньчэн был расформирован, а на его бывшей территории были образованы Городской район и Пригородный район.
В 1996 году Пригородный район был расформирован, а на его месте был создан уезд Яньду (盐都县).
В 2003 году уезд Яньду был преобразован в район городского подчинения.

## Административное деление
Район делится на 4 уличных комитетов и 8 посёлков.

## Экономика
Развито сельское хозяйство, включая выращивание риса и клубники. По состоянию на 2024 год площадь посадок клубники достигла 866,67 га, годовой оборот превысил 1 млрд юаней (137,69 млн долл. США), клубникой занималось около 25 тыс. фермерских хозяйств.